# Macropholidus ruthveni
Macropholidus ruthveni — вид ящірок родини гімнофтальмових (Gymnophthalmidae). Мешкає в Еквадорі і Перу. Вид названий на честь американського герпетолога Александра Гранта Рутвена.

## Поширення і екологія
Macropholidus ruthveni мешкають на західних схилах Анд в Перу (від Тумбеса до Ламбаєка) і в еквадорській провінції Лоха. Вони живуть у вологих гірських тропічних лісах, серед опалого листя, та у високогірних чагарникових заростях. Зустрічаються на висоті від 1400 до 2250 м над рівнем моря.